# 김태영 (축구인)
김태영(한국 한자: 金泰映, 1970년 11월 8일 - )은 대한민국의 전 축구 선수이자 현 지도자로 현역 시절 포지션은 수비수였으며 선수 시절 전남 드래곤즈에서만 11년을 뛴 K리그의 레전드이다.

## 출신학교
- 녹동초등학교
- 고흥중학교
- 금호고등학교
- 동아대학교

## 개요
전라남도 고흥군 출생으로 녹동초등학교, 고흥중학교, 금호고등학교, 동아대학교를 졸업하였다. 좀처럼 웃지 않는 무뚝뚝한 얼굴을 하고 상대 선수에게 거친 플레이를 일삼아 아메리칸 인디언의 한 부족인 '아파치(Apache)'라는 별명을 얻었다.

## 클럽 경력
1993년 국민은행 축구단 입단을 통해 통해 축구 커리어를 시작했다.이후 1995년 고향팀인 전남 드래곤즈로 이적하여 2005년 은퇴할 때까지 10년동안 전남의 핵심 수비수로 맹활약하며 팀의 K리그1 2회 준우승(1997, 2000), 1997년 FA컵 우승, 1997년 FA컵 4강, 1998-99년 아시안 컵위너스컵 준우승, 2003년 K리그 4위, 2003년 FA컵 준우승, 2004년 K리그 3위 등에 기여했으며 인천 유나이티드와의 2005년 K리그 후기리그 12라운드 홈 경기를 끝으로 12년간의 선수 생활을 마무리했다.

## 국가대표팀 경력
1992년 10월 21일 아랍에미리트와의 친선 경기에서 데뷔하여 1998년 FIFA 월드컵, 2002년 FIFA 월드컵에서 수비수로 활약하였다. 특히 대전에서 열렸던 이탈리아와의 2002년 월드컵 16강전에서는 크리스티안 비에리와 몸싸움을 벌이는 과정에서 코뼈가 부러지면서 교체되었지만 남은 경기에서 안면 보호용 마스크를 쓰고 경기에 계속 뛰는 투혼을 보여주기도 하였다. 이 경기 이후 그에게 '마스크맨'과 '배트맨'이라는 별명이 붙여지게 되었다. 홍명보, 최진철과 함께 스리백의 한 축을 담당하여 2002년 월드컵 4강에 큰 공헌을 하였다.
2004년 7월 19일 열린 요르단과의 친선 경기에 출전하면서 자신의 A매치 출전 기록을 106경기로 늘렸다. 이 경기는 김태영의 마지막 국가대표 경기가 되었다. 2005년 11월 12일 서울에서 열렸던 스웨덴과의 경기 하프타임 때 공식적으로 은퇴하였으며 대한민국 선수로는 5번째로 센추리 클럽에 가입했다.

## 지도자 경력
2005년 은퇴 이후에 2006년부터 관동대학교에서 코치로 활동하였으며 2007년 7월 가족과 함께 미국으로 연수를 떠났다.
2009년 2월 홍명보가 선임된 U-20 대표팀에 코치로 합류하였다. 이후 홍명보 감독이 올림픽 대표팀 감독에 취임하자, 그는 수석코치로 합류했다.
2014년 FIFA 월드컵 직후 홍명보와 같이 대표팀 코치직에서 물러났으며 2015년 전남 드래곤즈의 수석 코치직에 오르며 친정팀에 복귀해 노상래 감독을 보좌하였다.
2015시즌을 끝으로 전남 코치직에서 물러났으며, 2016년 태국의 파타야 유나이티드의 감독으로 선임되는 듯 했으나 끝내 결렬되었다.
2017시즌을 앞두고 수원 삼성의 코치직에 취임하였다.
2020시즌을 앞두고 K3리그의 천안시청의 감독으로 취임했다.

## 그 외
2005년에는 한국프로축구연맹이 진행하는 '2005 K리그 유소년클럽캠프'에 참가하기도 하였다.
은퇴 후인 2006년에는 축구 해설가로 데뷔하였고, 2016년 리우 올림픽에서 축구 해설을 하였다.

## 경력 목록

### 클럽 경력
- 1993년 ~ 1995년  국민은행 축구단
- 1995년 ~ 2005년  전남 드래곤즈

### 국가대표팀 경력
- 1998년 FIFA 월드컵 대표
- 2000년 AFC 아시안컵 대표
- 2001년 FIFA 컨페더레이션스컵 대표
- 2002년 FIFA 월드컵 대표
- 2004년 AFC 아시안컵 대표

### 지도자 경력
- 2006년 ~ 2007년 관동대학교 코치
- 2009년 ~ 2012년 대한민국 축구 U-20 대표팀 코치
- 2009년 ~ 2012년 대한민국 축구 올림픽 대표팀 코치
- 2013년 울산 현대 축구단 수석코치
- 2014년 대한민국 축구 국가대표팀 코치
- 2015년 전남 드래곤즈 수석코치
- 2017년 ~ 2018년 수원 삼성 블루윙즈 코치
- 2020년 ~ 2022년 천안시 축구단 감독

## 수상 내역

### 개인
- 2002년 자황컵 체육대상 남자 최우수상 수상
- 2002년 체육훈장 맹호장
- 2002년 K리그 베스트 11 선정
- 2003년 K리그 베스트 11 선정
- 2005년 K리그 대상 공로상 수상

### 클럽

#### 전남 드래곤즈
- K리그1 준우승 2회 (1997년, 2000년)
- FA컵 우승 1회 (1997년)
- FA컵 준우승 1회 (2003년)
- 아디다스 컵 준우승 1회 (1997년)
- 대한화재 컵 준우승 1회 (2000년)
- 아시안 컵 위너스컵 준우승 1회 (1999년)

### 국가대표팀
- 2000년 AFC 아시안컵 3위
- 2002년 FIFA 월드컵 4위

## 방송
- MBC 《놀러와》 (2010년)
- SBS 《런닝맨》 (2016년)
- JTBC 《뭉쳐야 찬다》 (2020년)
- TV조선 《골프왕》 (2021년)
- SBS 《골 때리는 그녀들》 (2022년)
- tvN 《전설이 떴다 군대스리가》 (2022년)
- SBS 《신발 벗고 돌싱포맨》 (2024년)

## 같이 보기
- A매치 100경기 이상 출전한 축구 선수 명단